# Tobias Rahim

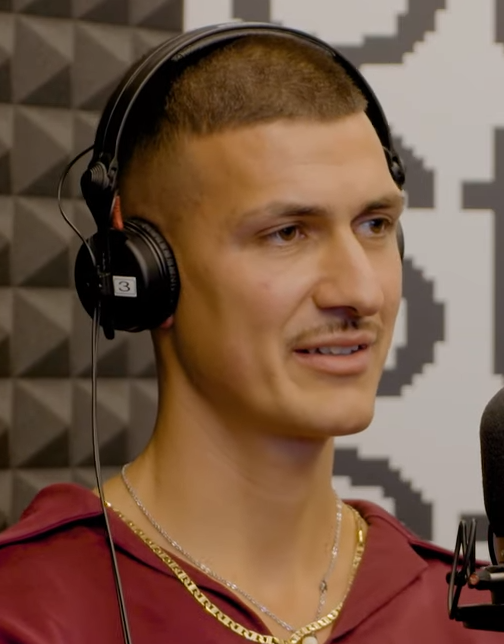
Tobias Rahim (2020)

Tobias Rahim (* 10. November 1989 in Aarhus) ist ein dänisch-kurdischer Sänger.

## Leben
Tobias Rahim wurde 1989 in Aarhus geboren. Seine Mutter ist Dänin; sein Vater ist Kurde und Mitglied der Peschmerga. Aufgrund seiner Einsätze litt dieser unter PTBS, weswegen er lange in Behandlung war. In dieser Zeit wurde Rahim allein von seiner Mutter aufgezogen.
Rahim arbeitete zwischenzeitlich als Zoowärter in Mexiko, als Rapper in Kolumbien, sowie unter dem Namen Toby Tabu als Popsänger in Ghana.

## Karriere
2017 veröffentlichte er seine selbstbetitelte Debüt-EP, auf welche im Oktober 2020 sein Debütalbum National Romantik 2021 folgte.
2022 erschien sein zweites Studioalbum Når sjælen kaster op, mit welcher er Platz eins der Albumcharts erreichte.
Seit 2021 schaffte er es mit vier Singles auf Platz eins der dänischen Singlecharts.

## Diskografie

### Alben
| Jahr | Titel Musiklabel                  | Höchstplatzierung, Gesamtwochen, AuszeichnungChartsChartplatzierungen (Jahr, Titel, Musiklabel, Platzierungen, Wochen, Auszeichnungen, Anmerkungen) | Anmerkungen                            |
| Jahr | Titel Musiklabel                  | DK | Anmerkungen                            |
| ---- | --------------------------------- | --- | -------------------------------------- |
| 2020 | National Romantik 2021 Sony Music | DK16 Platin · (26 Wo.)DK | Erstveröffentlichung: 2. Oktober 2020  |
| 2022 | Når sjælen kaster op Sony Music   | DK1 ×6Sechsfachplatin · (… Wo.)DK | Erstveröffentlichung: 21. Oktober 2022 |

### EPs
| Jahr | Titel          | Höchstplatzierung, Gesamtwochen, AuszeichnungChartsChartplatzierungen (Jahr, Titel, Platzierungen, Wochen, Auszeichnungen, Anmerkungen) | Anmerkungen                           |
| Jahr | Titel          | DK | Anmerkungen                           |
| ---- | -------------- | --- | ------------------------------------- |
| 2023 | ¿Happy Ending? | DK7 (1 Wo.)DK | Erstveröffentlichung: 6. Oktober 2023 |

Weitere EPs
- 2017: Tobias Rahim

### Singles
| Jahr | Titel Album                                             | Höchstplatzierung, Gesamtwochen, AuszeichnungChartsChartplatzierungen (Jahr, Titel, Album, Platzierungen, Wochen, Auszeichnungen, Anmerkungen) | Anmerkungen                                                       |
| Jahr | Titel Album                                             | DK | Anmerkungen                                                       |
| --- | ------------------------------------------------------- | --- | ----------------------------------------------------------------- |
| 2021 | Burhan G –                                              | DK13 Platin · (13 Wo.)DK | Erstveröffentlichung: 23. Juli 2021 mit Burhan G & Kidd           |
| 2021 | Stor mand Når sjælen kaster op                          | DK1 ×8Achtfachplatin · (119 Wo.)DK | Erstveröffentlichung: 13. August 2021 feat. Andreas Odbjerg       |
| 2022 | Mucki Bar Når sjælen kaster op                          | DK1 ×5Fünffachplatin · (63 Wo.)DK | Erstveröffentlichung: 11. März 2022                               |
| 2022 | Når mænd græder Når sjælen kaster op                    | DK6 Gold · (25 Wo.)DK | Erstveröffentlichung: 6. Mai 2022                                 |
| 2022 | Feberdrømmer Xx Dubai Når sjælen kaster op              | DK1 ×3Dreifachplatin · (41 Wo.)DK | Erstveröffentlichung: 3. Juni 2022                                |
| 2022 | Bums for eliten Når sjælen kaster op                    | DK25 Gold · (1 Wo.)DK | Erstveröffentlichung: 24. Juni 2022 feat. Artigeardit             |
| 2022 | Flyvende faduma Når sjælen kaster op                    | DK1 ×4Vierfachplatin · (66 Wo.)DK | Erstveröffentlichung: 5. August 2022                              |
| 2023 | Alive Alive Alive Når sjælen kaster op                  | DK5 Platin · (13 Wo.)DK | Erstveröffentlichung: 6. Januar 2023                              |
| 2023 | Toget –                                                 | DK11 (2 Wo.)DK | Erstveröffentlichung: 30. März 2023 feat. Barcode Brothers        |
| 2023 | Orange –                                                | DK3 Platin · (12 Wo.)DK | Erstveröffentlichung: 14. April 2023                              |
| 2023 | Vi 1 –                                                  | DK2 ×2Doppelplatin · (24 Wo.)DK | Erstveröffentlichung: 2. Juni 2023                                |
| 2023 | Stor man –                                              | DK19 (1 Wo.)DK | Erstveröffentlichung: 7. Juli 2023 feat. Victor Leksell           |
| 2023 | Benzin ild ’ glasskår ¿Happy Ending?                    | DK30 (1 Wo.)DK | Erstveröffentlichung: 2. Oktober 2023                             |
| 2023 | F’social Angst ¿Happy Ending?                           | DK13 (2 Wo.)DK | Erstveröffentlichung: 4. Oktober 2023                             |
| 2024 | Bellevue –                                              | DK1 ×2Doppelplatin · (37 Wo.)DK | Erstveröffentlichung: 23. Februar 2024 feat. D1ma                 |
| 2024 | Dark Room –                                             | DK1 ×2Doppelplatin · (29 Wo.)DK | Erstveröffentlichung: 24. Mai 2024 mit Icekiid                    |
| 2024 | 911 –                                                   | DK10 Platin · (22 Wo.)DK | Erstveröffentlichung: 21. Juni 2024 mit Omar                      |
| 2024 | Jylland –                                               | DK9 Gold · (11 Wo.)DK | Erstveröffentlichung: 30. August 2024                             |
| 2025 | Regntid –                                               | DK19 Gold · (10 Wo.)DK | Erstveröffentlichung: 7. Februar 2025 feat. Kabusa Oriental Choir |
| 2025 | Lys (Illumineret) –                                     | DK28 (1 Wo.)DK | Erstveröffentlichung: 28. März 2025                               |
| 2025 | Tæt på –                                                | DK14 Gold · (… Wo.)DK | Erstveröffentlichung: 9. Mai 2025 feat. Delara                    |
| 2025 | Den værste –                                            | DK24 (3 Wo.)DK | Erstveröffentlichung: 30. Mai 2025 feat. Lamin                    |
| Folgende Lieder erschienen nicht als Single, wurden aber durch das Album zum Download und Streaming bereitgestellt und konnten somit eine Platzierung erlangen: |                                                         | |                                                                   |
| |                                                         | |                                                                   |
| 2022 | Ozonlag a energi Når sjælen kaster op                   | DK2 Platin · (12 Wo.)DK | feat. Niels Brandt                                                |
| 2022 | Kurder i København Når sjælen kaster op                 | DK14 (1 Wo.)DK | feat. ZK & Luna Ersahin                                           |
| 2022 | 07 i 6a Når sjælen kaster op                            | DK18 (1 Wo.)DK |                                                                   |
| 2022 | Makeup Når sjælen kaster op                             | DK21 (1 Wo.)DK |                                                                   |
| 2022 | Alene på staden Når sjælen kaster op                    | DK23 (1 Wo.)DK |                                                                   |
| 2022 | Taber mig i dig. Føler vi ku vinde Når sjælen kaster op | DK30 (1 Wo.)DK |                                                                   |
| 2025 | Baddie Æteren                                           | DK11 (… Wo.)DK | Artigeardit feat. Tobias Rahim & Josva                            |

Weitere Singles
- 2019: Op A Væggen (DK: Platin)
- 2020: Jesus (DK: Platin)
- 2021: Stimulanser (feat. Ida Laurberg, DK: Gold)

Weitere Lieder mit Auszeichnung
- 2020: Borderline (DK: Gold)

### Gastbeiträge
| Jahr | Titel Album | Höchstplatzierung, Gesamtwochen, AuszeichnungChartsChartplatzierungen (Jahr, Titel, Album, Platzierungen, Wochen, Auszeichnungen, Anmerkungen) | Anmerkungen                 |
| Jahr | Titel Album | DK | Anmerkungen                 |
| --- | ----------- | --- | --------------------------- |
| Folgende Lieder erschienen nicht als Single, wurden aber durch das Album zum Download und Streaming bereitgestellt und konnten somit eine Platzierung erlangen: |             | |                             |
| |             | |                             |
| 2024 | PHD Skyll   | DK10 (1 Wo.)DK | Lamin feat. Ukendt Kunstner |

Weitere Gastbeiträge
- 2020: Fuck Dig (Emil Lange feat. Tobias Rahim, DK: Platin)